# Hemidactylus agrius
Hemidactylus agrius é um réptil escamado, de tamanho pequeno, da subfamília Gekkoninae. A espécie foi descrita pela primeira vez em 1978 por Paulo Vanzolini. Encontra-se no nordeste do Brasil.